# Канада (филозоф)
Канада (санск. कणाद, Kaṇāda, живео између 6. и 2. века п.н.е), познат и као Кашиапа, Улука или Канабхук, био је индијски мудрац, научник и филозоф који је основао филозофску школу Ваишешика (санск. वैशेषिक, Vaisheshika), једну од 6 основних школа индијске филозофије, која уједно представља почетак развоја и најранији облик физике у Индији.
Процењује се да је живео негде између 6. века и 2. века пре нове ере, мало се зна о његовом животу. Његово традиционално име „Канада“ значи „једач атома“, и познат је по развоју основа атомистичког приступа физици и филозофији у санскритском тексту Вајсесика сутра. Његов текст је такође познат као Канадине сутре, или Канадски афоризми.
Школа коју је основао Канада објашњава стварање и постојање универзума предлажући атомистичку теорију, применом логике и реализма, и једна је од најранијих познатих систематских реалистичких онтологија у људској историји. Канада је сугерисао да се све може поделити, али ова подела не може да траје вечно, и морају постојати најмањи ентитети (параману) који се не могу поделити, који су вечни, који се агрегирају на различите начине да би оформили сложене супстанце и тела са јединственим идентитетом, што је процес који укључује топлоту, а то је основа целокупног материјалног постојања. Он је користио ове идеје са концептом Атмана (душе, сопства) да би развио нетеистичко средство за мокшу. Ако се посматрају кроз призму физике, његове идеје имплицирају јасну улогу посматрача као независног од система који се проучава. Канадине идеје су биле утицајне на друге школе хиндуизма, а током своје историје постале су блиско повезане са Нијаја школом хиндуистичке филозофије.
Идеје Канаде обухватају широк спектар области и утицале су не само на филозофију, већ и на научнике у другим областима, као што је Чарака који је написао медицински текст који је преживео као Чарака Самита.

## Животни век
Век у коме је Канада живео је нејасан и био је предмет дуге дебате. У свом прегледу из 1961. Рип наводи да је Канада живео негде пре 300. године, али убедљиви докази који би га чврсто поставили у одређени век остају недостижни.
Вајшешика сутре помињу конкурентске школе индијске филозофије као што су Самкија и Мимамса, али не помињу будизам, што је навело научнике у новијим публикацијама да постављају процене на 6. век пре нове ере. Рукопис Вајшешика сутре преживео је у модерно доба у више верзија, а откриће новијих рукописа у различитим деловима Индије од стране Такура 1957. и Џамбувијајаџија 1961. године, праћено критичким студијама издања, сугерише да је текст који се приписује Канади систематизован и финализован негде између 200. пре нове нове ере и почетка нове ере, уз могућност да су његове кључне доктрине много старије. Више хиндуистичких текстова је датирано у 1. и 2. век нове ере, као што су Махавибаса и Јнанапрастана из Кушанског царства, цитирају и коментаришу Канадине доктрине. Његове идеје се такође помињу у будистичким текстовима који се приписују Ашвагхоши из истог периода.
У литератури џаинизма он се помиње као Сад-улука, што значи „Улука који је изнео доктрину шест категорија“. Његова бајшешичка филозофија се на сличан начин појављује са алтернативним називима, као што је „Аулукја филозофија“ што потиче од надимка Улука (дословно сова, или ноћни житојед).
Канада је био утицајан у индијским филозофијама, а појављује се у разним текстовима под алтернативним именима као што су Кашјапа, Улука, Кананда, Канабук између осталих.

## Идеје
Физика је централна за Канадину тврдњу да је све што је могуће сазнати засновано на кретању. Његово приписивање централног значаја физици у разумевању универзума такође следи из његових принципа инваријантности. На пример, он каже да атом мора бити сферичан, јер треба да буде исти у свим димензијама. Он тврди да су све супстанце састављене од четири врсте атома, од којих две имају масу, а две су без масе.
Канада представља своје дело у ширем моралном оквиру дефинишући Дарму као оно што доноси материјални напредак и највише добро. Он прати ову сутру са другом која тврди да су веде стекле поштовање јер подучавају такву Дарму, а нешто није Дарма само зато што је у ведама.
Канада и рани научници Вајшешике фокусирали су се на еволуцију универзума по закону. Међутим, то није било необично за његово доба, јер неколико главних раних верзија хиндуистичких филозофија, као што су Самкја, Нијаја, Мимамса, заједно са подшколама јоге и Веданте, као и неведске школе попут џаинизма и будизма, на сличан начин нису биле теистичке. Канада је био међу мудрацима Индије који су веровали у човеков потенцијал да разуме постојање и достигне мокшу сам, без Бога, што је појам древних Индијаца који је Ниче сажео као веровање да „са побожношћу и познавањем веда, ништа није немогуће“.

## Учење
О његовом животу мало се зна: претпоставља се да је живео између 6. и 2. века п. н. е. Његово традиционално име, Канада (санск. कणाद), у преводу значи гутач атома, и познат је по сачуваном санскритском тексту Ваишешика Сутра (или Канада Сутра - Канадини афоризми) у коме је поставио основе атомистичком схватању физике и филозофије.
Канадина филозофија објашњава настанак и постојање свемира излажући теорију атома, служећи се логиком и реализмом. Канада је сматрао да се све може поделити, али да та подела не може ићи без краја, већ да морају постојати најмање честице (санск. parmanu) које су недељиве и вечне, које се повезују на разне начине стварајући сложене супстанце и тела, процес који зависи од топлоте, и то је основа свег материјалног постојања. Он је комбиновао ове идеје са концептом Атман-а (санск. आत्मन्, Ātman - душа) како би развио нетеистички пут до мокше (санск. मोक्ष, mokṣa - просветљење и ослобађање од циклуса смрти и реинкарнације у Хиндуизму, стање блиско нирвани).
Канадин филозофски систем описује 6 својстава (санск. padārthas) која се могу спознати и именовати, и тврди да се помоћу њих може описати све у свемиру. Ових 6 категорија су супстанца (санск. dravya), квалитет (санск. guna), кретање (санск. karman), универзално (санск. samanya), појединачно (санск. visesa) и прирођено (санск. samavaya). Постоји 9 класа супстанци, од којих су неке атомске, неке неатомске, а неке свепрожимајуће
Канадина филозофија утицала је на друге школе индијске филозофије, али и научнике као што је Чарака (3. век пре н.е), чији су медицински текстови на санскриту (санск. Charaka Saṃhitā) сачувани до данас.